# Modernismo budista
El modernismo budista (también conocido como budismo moderno, neo-budismo y neoyana) son movimientos basados en reinterpretaciones modernas del budismo. La fuente de influencia fueron los diversos vínculos de las comunidades y maestros budistas con las nuevas culturas y métodos, como el "monoteísmo occidental, el racionalismo, el naturalismo científico y el romanticismo". La influencia del monoteísmo fue internalizar las deidades budistas para hacerlo aceptable en el Occidente moderno, mientras que el naturalismo científico y el romanticismo influyeron en el énfasis en vivir el presente, preservando la experiencia, la razón, los beneficios psicológicos y la salud.
Las enseñanzas y prácticas del nuevo movimiento neo-budista difiere de las tradiciones históricas y tradicionales del budismo Theravada, Mahayana y Vajrayana. Una nueva creación de orientalistas occidentales y budistas asiáticos de mentalidad reformista, el modernismo budista es una reexpresión de un concepto budista que socava las enseñanzas budistas tradicionales, la cosmología, el ritual, el monacato, el sacerdocio y el culto religioso. El término se hizo popular en los estudios coloniales y poscoloniales de las religiones asiáticas y se encuentra en fuentes como el artículo de 1910 de Louis de la Vallee Poissin.
Ejemplos de movimientos y tradiciones budistas modernistas incluyen el budismo humanista, el budismo secular, el budismo comprometido, Navayana, la Soka Gakkai y el Renacimiento del budismo de Yoshiro Seno Seinendan, una nueva organización secular iniciada por el budismo de Nichiren de Japón, Doho. Incluye el movimiento Kai y sus descendientes. Budismo de monasterio, Nueva Tradición Kadampa, trabajo misionero de los maestros budistas tibetanos occidentales (liderando el creciente movimiento budista en Francia), movimiento Vipassana, comunidad budista Triratna, Dharma Drum Mountain, Fo Guang Mountain, Wong Buddhism, Great Western Vehicle, Tzu Chi, Juniper Base.

## Visión de conjunto
El modernismo budista surgió como una cocreación del budismo reformado y orientalista occidental durante el período colonial de finales del siglo XIX y principios del XX. Absorbió elementos de la filosofía occidental, ideas psicológicas y temas considerados cada vez más mundanos y relevantes. Minimiza o niega elementos de rituales, cosmología, deidades, símbolos, reencarnación, karma, vida monástica, jerarquías sacerdotales y otros conceptos budistas. En cambio, el budismo moderno enfatiza temas como la introspección, la satisfacción con la vida presente y la conectividad cósmica. Algunos defensores del modernismo budista ven la nueva interpretación como las enseñanzas originales de Buda, afirmando ser las enseñanzas básicas y las prácticas tradicionales que se encuentran en el budismo Theravada. Según McMahan: el budismo occidental actual está fuertemente influenciado por este modernismo.

## Historia
Como primeras evidencias del modernismo budista fueron relatos de viajeros europeos y misioneros cristianos en el siglo XIX los cuales, afirma Coleman, lo retrataron como otra "Religión pagana con dioses extraños y ceremonias exóticas", donde su inquietud no era entender a la religión sino denigrarla. A mediados del siglo XIX, los eruditos europeos abrieron paso a una nueva imagen, pero nuevamente  en conceptos entendidos en Occidente. Así mismo describiendo al budismo como una "Fe que niega la vida" que declinaba todas las ideas cristianas como "Dios, el hombre, la vida, la eternidad"; era una exótica religión asiática la que enseñaba el nirvana, que entonces se explicaba como "Aniquilación del individuo". En 1879, el libro de Edwin Arnold La luz de Asia Presentó un relato más comprensivo del budismo, en la forma de la vida de Buda, destacando los paralelos entre Buda y Cristo. Por otra parte los desarrollos sociopolíticos en Europa, la creación de teorías científicas como las de Charles Darwin, a fines del siglo XIX y principios del siglo XX crearon interés en este movimiento y otras religiones orientales, pero se estudió en Occidente y los facultados en educación occidental. sistema con las premisas culturales predominantes y el modernismo. Así mismo el primer estudio completo del modernismo budista en la tradición Theravada como un fenómeno distinto fue publicado en 1966 por Heinz Bechert, tomó en cuenta  el modernismo budista como "Renacimiento budista moderno" en sociedades poscoloniales como Sri Lanka, además identificó varias características del modernismo budista: nuevas interpretaciones de las primeras enseñanzas budistas, desmitificación y reinterpretación del budismo como "Religión científica", filosofía social o "Filosofía del optimismo", haciendo énfasis en la igualdad y la democracia, apoyo del nacionalismo budista y el renacimiento de la práctica de la meditación.

### Japón: Neo-budismo
El neo-budismo y modernismo formaron parte del vocabulario de la zona nipona, apareciendo hasta finales del siglo XIX e inicios del siglo XX gracias a las relaciones japonesas y budistas occidentales. Se encuentran los primeros ejemplos de su uso con André Bellessort en 1901 y Louis de la Vallée Poussin en sus artículos de 1910.
De acuerdo a James Coleman, los verdaderos originarios del término budismo modernista en el mundo occidental, fue por parte de Anagarika Dharmapala y Soyen Shaku debido al Congreso mundial de Religiones de 1893 en Chicago, EUA. En esta ocasión, DT Suzuki, un discípulo de Shaku y un gran escritor políglota con un inglés fluido, presentó a los occidentales, el Budismo Zen.

### "Nuevo budismo" y nacionalismo japonés
Puristas como Martin Verhoeven y Robert Sharf, así como el monje zen japonés G. Victor Sogen Hori, han argumentado que la raza de zen japonés que fue multiplicada por los ideólogos del nuevo budismo, como Imakita Kosen y Soyen Shaku, no era típica del zen japonés. Zen durante su tiempo, ni es típico del Zen japonés ahora. Aunque muy alterado por la Restauración Meiji, el zen japonés todavía florece como tradición monástica. 
La Tradición Zen en Japón, además del estilo del Nuevo Budismo, necesitaba  una gran cantidad de tiempo y disciplina donde los monjes que los laicos tendrían dificultades para encontrar.
Cuando Suzuki pidió hacerlo como laico, fue en gran parte el resultado del nuevo budismo. Comenzando el período Meiji, en 1868, cuando Japón ingresó a la comunidad internacional y comenzó a industrializarse y modernizarse a un ritmo asombroso, el budismo fue momentáneamente perseguido en Japón como "una religión corrupta, decadente, antisocial, parasitaria y supersticiosa". Por otra parte el gobierno japonés se dedicó a la erradicación de la tradición, la cual era vista como ajena, incapaz de fomentar los sentimientos que serían vitales para la cohesión ideológica nacional. Estos líderes estuvieron de acuerdo con la persecución del budismo por parte del gobierno, afirmando que las instituciones budistas estaban realmente corrompidas y necesitaban revitalización.
Fue conocido este movimiento también como shin bukkyo, o "Nuevo Budismo". El hecho de que lo que se presentó en Occidente como zen japonés fuera tan acorde con la crítica de la Ilustración a la religión "supersticiosa", institucional o basada en rituales se debe a este hecho, ya que tales ideales informaron directamente la creación de esta nueva tradición. Los defensores del nuevo budismo, como Kosen y su sucesor Soyen Shaku, no solo vieron este movimiento como una defensa del budismo contra la persecución del gobierno, sino que también lo vieron como una forma de llevar a su nación al mundo moderno como una fuerza cultural competitiva. El propio Kosen incluso fue empleado por el gobierno japonés como "evangelista nacional" durante la década de 1870.

## Daisetz Teitaro Suzuji
Diversos aspectos han permitido a Daisetz Teitaro Suzuki ser el centro de estudio de muchos historiadores, inicialmente por sus obras popularizadas en el mundo Occidental durante las décadas de 1930, 1950 y 1960, con el enfoque “modernista budista”. Suzuki fue un gran representante del budismo zen, que a su vez forma parte del modernismo budista en un sentido que moviliza todos estos aspectos. Fue un gran intelectual y erudito, altamente informado en cuestiones de filosofía y literatura occidental, dándole la capacidad de exponer sus puntos de vista frente a las audiencias occidentales. Suzuki presentó al budismo zen como una religión sumamente práctica, donde el énfasis en la experiencia directa hacía bastante comparable a las formas de misticismo en la que algunos eruditos como William James veían la fuente de todo sentimiento religioso. Citando a McMahan, “en su discurso sobre la humanidad y la naturaleza, Suzuki saca la literatura zen de sus contextos sociales, rituales y éticos y la reformula en términos de un lenguaje de la metafísica derivado del idealismo romántico alemán, del romanticismo inglés y del trascendentalismo estadounidense…”. Fuertemente basado en sus tradiciones, Suzuki presenta una nueva versión del Zen, la cual, es criticada como hostil, esencialista y sobre todo, evadiendo los aspectos tradicionales.
"El zen es el hecho último de toda filosofía y religión. Si quiere dar frutos prácticos, todo esfuerzo intelectual debe terminar ahí, o más bien partir de él. Toda la fe religiosa debe fluir de ella, de lo contrario no puede estar viva y eficaz en nuestra vida activa. Por lo tanto, el Zen no es necesariamente la fuente del pensamiento y la vida budistas únicamente; también está muy vivo en el cristianismo, el mahometismo, el taoísmo e incluso el confucianismo positivista. Lo que hace que todas estas religiones y filosofías sean vitales e inspiradoras, aunque conservan su utilidad y eficacia, se debe a la presencia en ellas de lo que puedo denominar el elemento Zen."
Robert Sharf y otro más intelectuales, han argumentado que estas declaraciones tienen una amplia influencia nacionalista - similar a los budistas modernistas tempranos de este movimiento - en un sentido que muestran al Zen, según Suzuki, representando a la esencia del pueblo japonés como superior a las demás religiones.

## Navayana
En el movimiento budista dalit de la India, Navayana se considera una nueva rama del budismo, diferente de las ramas tradicionalmente reconocidas de Theravada , Mahayana y Vajrayana . Navayana rechaza muchas interpretaciones tradicionales de prácticas y preceptos, como la renuncia al monaquismo, el karma, el renacimiento en el más allá, el samsara, la meditación , la iluminación y las Cuatro Nobles Verdades , consideradas fundamentales en las tradiciones budistas. Reinterpreta radicalmente lo que es el budismo, revisando la enseñanza original de Buda para que se refiera a la lucha de clases y la igualdad social.
Ambedkar llamó a su versión del budismo Navayana o "neobudismo".Su libro, El Buda y su Dhamma es el libro sagrado de los seguidores de Navayana. Los seguidores del budismo Navayana son generalmente llamados "budistas" ( Baud'dha ), así como budistas ambedkaritas , neo-budistas y, raramente, budistas Navayana .
El karma budista y su tergiversación por parte de los hindúes
Uno de los principales malentendidos que Ambedkar trató de aclarar sobre el budismo fue el del karma y el anatta , y una aparente contradicción entre los principios. Basándose en esto, muchos creían que el budismo es muy similar al hinduismo debido a que existe karma y renacimiento en ambas religiones. Sobre esto, Ambedkar dejó muy claro que estas son filosofías muy diferentes:
“Los hindúes ignorantes, por pura falta de comprensión, dicen comparando simplemente la similitud de palabras, que el budismo es lo mismo que el brahmanismo o el hinduismo ... La ley hindú del karma se basa en el alma . El [karma] budista no lo es. De hecho, no hay alma en el budismo.”
Por lo tanto, razona, el karma en el budismo es una filosofía moral basada únicamente en las acciones de la vida inmediata de uno, de modo que un individuo no se vuelva indefenso. Argumenta que un karma basado en una vida anterior es una ideología peligrosa, porque en esta interpretación del karma no queda lugar para el esfuerzo humano. Todo está predeterminado para él por su karma pasado.
También afirma que el karma heredado es un concepto descaradamente anticientífico, argumentando que Según la ciencia, un niño hereda las características de sus padres. En la doctrina hindú del karma , un niño no hereda nada de sus padres excepto el cuerpo. El karma pasado en la doctrina hindú es la herencia del niño por el niño y para el niño. Los padres no aportan nada. El niño trae todo. Tal doctrina es nada menos que un absurdo. Como se muestra arriba, el Buda no creía en semejante absurdo.

#### Los votos de Ambedkar
Tras hacerse budista, ambedkar realizó 22 votos, pidiendo así que sus seguidores también los realizasen.
1. No tendré fe en Brahma, Vishnu y Maheshwara , ni los adoraré.
2. No tendré fe en Rama y Krishna, quienes se cree que son la encarnación de Dios, ni los adoraré.
3. No tendré fe en Gauri, Ganapati y otros dioses y diosas de los hindúes , ni los adoraré.
4. No creo en la encarnación de Dios.
5. No creo ni creeré que el Señor Buda fue la encarnación de Vishnu. Creo que esto es pura locura y falsa propaganda.
6. No realizaré Shraddha ni daré pind.
7. No actuaré de una manera que viole los principios y enseñanzas del Buda.
8. No permitiré que los brahmanes realicen ninguna ceremonia.
9. Creeré en la igualdad del hombre.
10. Me esforzaré por establecer la igualdad.
11. Seguiré el Noble Óctuple Sendero del Buda.
12. Voy a seguir el diez paramita s prescrito por el Buda.
13. Tendré compasión y bondad amorosa por todos los seres vivientes y los protegeré.
14. No robaré.
15. No diré mentiras.
16. No cometeré pecados carnales.
17. No tomaré intoxicantes como licor, drogas, etc.
18. Me esforzaré por seguir el Noble Óctuple Sendero y practicaré la compasión y la bondad amorosa en la vida diaria.
19. Renuncio al hinduismo, que desfavorece a la humanidad e impide el avance y desarrollo de la humanidad, porque se basa en la desigualdad, y adopto el budismo como mi religión.
20. Creo firmemente que el Dhamma del Buda es la única religión verdadera.
21. Considero que he tenido un nuevo nacimiento.
22. Declaro y afirmo solemnemente que en el futuro viviré mi vida de acuerdo con las enseñanzas del Dhamma de Buda.

#### Festividades
- Ambedkar Jayanti
- Dhammachakra Pravartan Day
- Buddha's Birthday

## Budismo naturalizado
El "budismo naturalizado", según Gowans, es una revisión radical del pensamiento y la práctica budista tradicional, y ataca la estructura detrás de las esperanzas, necesidades y racionalización de las realidades de la vida humana para los budistas tradicionales en el este, sureste y sur de Asia.
Muchos seguidores occidentales y personas interesadas en explorar el budismo se muestran escépticos y se oponen a la creencia en el karma y el renacimiento que son fundamentales para las Cuatro Nobles Verdades.
Según Christopher Gowans, para "la mayoría de los budistas comunes, tanto hoy como en el pasado, su orientación moral básica se rige por la creencia en el karma y el renacimiento". La moralidad budista depende de la esperanza de bienestar en esta vida o en un renacimiento futuro, con el nirvana (iluminación) como proyecto para una vida futura. Una negación del karma y el renacimiento socava su historia, orientación moral y fundamentos religiosos. Según Bernard Faure, profesor de estudios religiosos con especialización en el budismo, el neobudismo en las formas que se encuentran en Occidente es una reafirmación modernista, una forma de respuesta espiritual a las ansiedades de las personas y del mundo moderno que no se basa en su ideas antiguas, sino "una especie de espiritualidad impersonal sin sabor ni olor". Es una readaptación, una especie de budismo "a la carta", que entiende las necesidades y luego se reformula para llenar un vacío en Occidente, en lugar de reflejar los cánones antiguos y la literatura secundaria del budismo. Este "budismo secular desinflado" enfatiza la compasión, la impermanencia, la causalidad, las personas desinteresadas, sin Bodhisattvas, sin nirvana, sin renacimiento, y un enfoque naturalista del bienestar de uno mismo y de los demás.